# Katerini (stacja kolejowa)
Katerini (grecki: Σιδηροδρομικός σταθμός Κατερίνης) – stacja kolejowa w Katerini, w regionie Macedonia Środkowa, w Grecji. 
Znajduje się w dzielnicy mieszkalnej, w pobliżu centrum miasta. Jest obsługiwana przez pociągi międzymiastowe między Atenami i Salonikami OSE i od 2007 przez pociągi regionalne między Salonikami i Larisą.

## Linie kolejowe
- Pireus – Plati